# Nina Tikkinen
Nina Minttu Maria Tikkinen (Salo, 6 febbraio 1987) è una hockeista su ghiaccio finlandese.

## Palmarès

### Olimpiadi
- Bronzo a Vancouver 2010.

### Mondiali
- Bronzo a Cina 2008.